# Loris Baz
Loris Baz (Sallanches, 1993. február 1. –) francia motorversenyző.

## Pályafutása

### A kezdetek
Baz rajongása a motorversenyek iránt már gyerekkorában kialakult, sokszor járt ki versenyekre a családjával. Kétéves korára már megtanult quadozni, hómobilozni és biciklizni, majd négyéves korára megkapta az első motorját, 8 éves korában pedig motokrossz versenyeken indult. Később belekóstolt a pályaversenyzésbe, egy francia bajnokságban indult. Ezután családjával átköltöztek Spanyolországba, hogy versenyezhessen, hiszen az országban több bajnokság is működött. Indult a 125 köbcentiméteres CEV bajnokságban is, ahol többek között Marc Márquez, Pol Espargaró, Maverick Viñales és Tito Rabat ellen versenyzett.
Baz egészen hamar, mindössze 15 évesen egy 600 köbcentis Supersport motorra váltott, mivel egyszerűen túl magas volt a kisebb motorokhoz. Így ebben az évben elindult a 600 cm³ Supersport Európa-bajnokságban, ahol a legfiatalabb bajnok lett a sorozat történelmében. 2010-ben már egy 1000 köbcentis Superstock motorral versenyzett, valamint az év végén szerepelt a Brit Superbike-bajnokság utolsó három fordulóján. Emellett még elindult a Le Mans-i 24 órás motorversenyen, sőt még dobogóra is állhatott.

### Superbike-világbajnokság

#### 2012
2012-ben a Superstock 1000 Európa-bajnokságban szerepelt, majd az első három verseny után a Superbike-ba szerződött a gyári Kawasakihoz Joan Lascorz helyetteseként. Nehezen kezdődött számára a szezon, legjobb helyezése két nyolcadik hely volt. Első dobogóját a cseh versenyen szerezte meg egy harmadik hellyel. A következő versenyen Silverstone-ban az első versenyen egy merész utolsó körrel szerezte meg első futamgyőzelmét. A második futamon is jól ment az esőben, de miután átvette a vezetést, bukott. Szerencséjére piros zászlóval intették le a futamot, így a technikailag a második helyen végzett. A hátralevő versenyeken két hetedik hely volt a legjobbja és a szezont a 13. helyen zárta.

#### 2013
A következő évre megtartotta Bazt a Kawasaki, immáron a teljes évre kiterjedő szerződést ajánlottak neki. A versenyek nagy részét az első tízben fejezte be, sokszor a Top 5-ben. A dobogóra azonban csak két alkalommal sikerült fölállnia. Hollandiában a harmadik helyen zárt, míg Silverstone-ban ismételten diadalmaskodni tudott. A szezonját beárnyékolta a német nagydíjon történt balesete, amikor is a bemelegítő edzésen esett és törte el egy csigolyáját. Ahhoz képest, hogy a szezon további versenyeit kihagyni kényszerült, a bajnokság 8. helyén zárt.

#### 2014
A Kawasaki ismét szerződést hosszabbított Bazzal, aki ezúttal már a versenynaptár összes helyszínén el tudott indulni. Már a második futamon dobogóra állhatott, majd a következő két futamon is, mindháromszor második lett. A szezon során stabilan az első ötben végzett, kilenc alkalommal pedig a dobogón. Győznie azonban nem sikerült, második viszont nyolcszor is, harmadik pedig csak egyszer. Hollandiában megszerezte az első pole-pozícióját, valamint Jerezben is az első helyről rajtolhatott. A szezon során 311 pontot szerzett, amellyel a bajnokság 5. helyén végzett.

#### 2018–
2017 novemberében bejelentésre került, hogy visszatér a Superbike-ba a Gulf Althea BMW Racing csapatához. Érdekesség, hogy az évben övé volt az egyetlen BMW S1000RR-es motor a rajtrácson.
2021 szeptemberében a lesérült Chaz Davies helyére lépett Jerezben, ahol a 6., majd a 9. pozícióban intették le. A Supersport-kategóriában versenyző Dean Berta Vinales halála után egy versenyt töröltek. 2022-re visszatért a BMW-hez a Bonovo Action BMW alakulatban.

### MotoGP

#### 2015

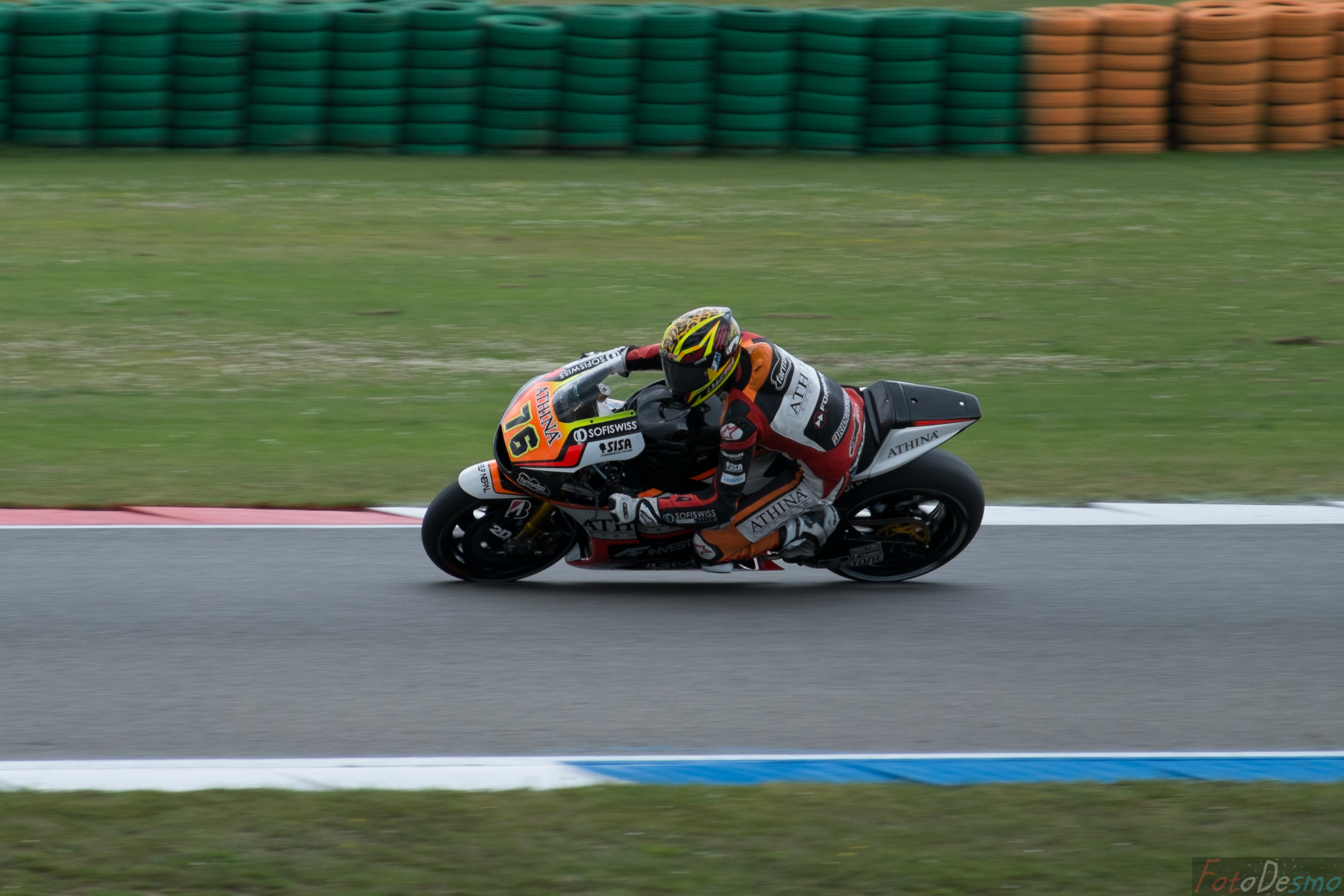
Baz 2015-ben Assenben

A következő szezonra több ajánlatot is kapott más gyári csapatoktól is, de Baz a Superbike helyett a MotoGP-ben folytatta tovább az Forward csapattal. Az év első felében többször is pontot tudott szerezni, legjobb helyezése két 12. hely volt a francia és az olasz versenyeken. Legjobb eredményét San Marinóban produkálta, ahol negyedik lett. Az esős verseny során Baz volt az első aki feltette a száraz pályára való gumikat, ezzel nagy előnyt alakított ki magának. Ezzel a stratégiával csak Márquez és Smith tudtak előtte maradni, azonban Redding az utolsó körökben megelőzte őt, így végül nem állhatott dobogóra. A további versenyeken már nem tudott pontot szerezni, így a megszerzett 28 pontjával a 17. helyen végzett. 4. helyének köszönhetően az utolsó versenyig harcban volt a legjobb Open-kategóriás versenyző címéért, de végül Héctor Barberá jobbnak bizonyult nála.

#### 2016–2018
2016-ra az Avintia csapatához szerződött, ahol pont Barberá csapattársa lett. A szezont nem kezdte jól, csak pár pontot tudott gyűjteni. Az olasz verseny első körében ütközött Millerrel és Bautistával, mely során több helyen is eltörte a jobb lábfejét.
A műtét miatt ki kellett hagynia a következő, majd mint később kiderült az asseni fordulót is. A német nagydíjon újra rajthoz állt, de egy eredményes versenyig Csehországig kellett várnia. Baz az esős versenyen a keményebb abroncsokkal indult, így könnyedén tudta magát előreküzdeni a gumikopással küzdő ellenfeleivel szemben és szerezte meg a negyedik helyet, amivel beállította legjobb eredményét.
2017-ben is maradt az Avintia Ducati alkalmazásában. Versenyen szerzett legjobb eredménye két 4. hely volt. Egy Franciaországból, egy Ausztriából. 
A 2018-as kiírásra egy helyettesítési lehetőséget kapott, hogy a sérült Pol Espargarót pótolja a gyári KTM-nél a brit nagydíjon. A futamot azonban törölték a heves esőzések és a veszélyes pályaviszonyok miatt.

### MotoAmerica
2021. február 2-án bejelentették, hogy a tengerentúlra szerződik, a MotoAmerica Superbike-sorozatba a HSBK Racing Ducati-hoz. Több dobogós eredményt szerezve az összetett tabella 4. pozíciójában rangsorolták.

## Eredményei

### Teljes Superbike-világbajnokság eredménylistája
(Táblázat értelmezése)

(Félkövér: pole-pozícióból indult; dőlt: leggyorsabb kört futott) 

| Év   | Motor    | 1   | 1   | 2   | 2   | 3   | 3   | 4   | 4   | 5   | 5   | 6   | 6   | 7   | 7   | 8   | 8   | 9   | 9   | 10  | 10  | 11  | 11  | 12  | 12  | 13  | 13  | 14  | 14  | Helyezés | Pont |
| Év   | Motor    | R1  | R2  | R1  | R2  | R1  | R2  | R1  | R2  | R1  | R2  | R1  | R2  | R1  | R2  | R1  | R2  | R1  | R2  | R1  | R2  | R1  | R2  | R1  | R2  | R1  | R2  | R1  | R2  | Helyezés | Pont |
| 2012 | Kawasaki | AUS | AUS | ITA | ITA | NED | NED | ITA | ITA | EUR | EUR | USA | USA | SMR | SMR | ESP | ESP | CZE | CZE | GBR | GBR | RUS | RUS | GER | GER | POR | POR | FRA | FRA | 13.      | 122  |
| ---- | -------- | --- | --- | --- | --- | --- | --- | --- | --- | --- | --- | --- | --- | --- | --- | --- | --- | --- | --- | --- | --- | --- | --- | --- | --- | --- | --- | --- | --- | -------- | ---- |
| 2012 | Kawasaki |     |     |     |     |     |     |     |     | 16  | 8   | 15  | 14  | Ki  | 8   | Ki  | 20  | 3   | 8   | 1   | 2   | 11  | 9   | Ki  | 8   | 7   | 7   | 10  | Ki  | 13.      | 122  |
| 2013 | Kawasaki | AUS | AUS | ESP | ESP | NED | NED | ITA | ITA | EUR | EUR | POR | POR | ITA | ITA | RUS | RUS | GBR | GBR | GER | GER | TUR | TUR | USA | USA | FRA | FRA | ESP | ESP | 8.       | 180  |
| 2013 | Kawasaki | 6   | Ki  | 5   | 6   | 5   | 3   | 7   | 8   | 5   | 7   | 5   | 4   | 9   | 6   | 8   | T   | 5   | 1   | Ni  | Ni  |     |     |     |     |     |     |     |     | 8.       | 180  |
| 2014 | Kawasaki | AUS | AUS | ESP | ESP | NED | NED | ITA | ITA | GBR | GBR | MAL | MAL | ITA | ITA | POR | POR | USA | USA | ESP | ESP | FRA | FRA | QAT | QAT |     |     |     |     | 5.       | 311  |
| 2014 | Kawasaki | 5   | 2   | 2   | 2   | 4   | 7   | 4   | 4   | 2   | 2   | Ki  | 5   | 2   | 2   | 3   | 6   | 9   | 6   | Ki  | 7   | 5   | 7   | 2   | 7   |     |     |     |     | 5.       | 311  |
| 2018 | BMW      | AUS | AUS | THA | THA | ESP | ESP | NED | NED | ITA | ITA | GBR | GBR | CZE | CZE | USA | USA | ITA | ITA | POR | POR | FRA | FRA | ARG | ARG | QAT | QAT |     |     | 11.      | 137  |
| 2018 | BMW      | 11  | 9   | 11  | 12  | 11  | 15  | 7   | 8   | 13  | 11  | 7   | 10  | 18  | 11  | 15  | 10  | Ki  | 9   | 6   | 9   | 10  | 10  | 9   | 11  | 6   | T   |     |     | 11.      | 137  |

| Év   | Motor  | 1   | 1   | 1   | 2   | 2   | 2   | 3   | 3   | 3   | 4   | 4   | 4   | 5   | 5   | 5   | 6   | 6   | 6   | 7   | 7   | 7   | 8   | 8   | 8   | 9   | 9   | 9   | 10  | 10  | 10  | 11  | 11  | 11  | 12  | 12  | 12  | 13  | 13  | 13  | Helyezés | Pont |
| Év   | Motor  | V1  | SV  | V2  | V1  | SV  | V2  | V1  | SV  | V2  | V1  | SV  | V2  | V1  | SV  | V2  | V1  | SV  | V2  | V1  | SV  | V2  | V1  | SV  | V2  | V1  | SV  | V2  | V1  | SV  | V2  | V1  | SV  | V2  | V1  | SV  | V2  | V1  | SV  | V2  | Helyezés | Pont |
| 2019 | Yamaha | AUS | AUS | AUS | THA | THA | THA | ESP | ESP | ESP | NED | NED | NED | ITA | ITA | ITA | ESP | ESP | ESP | ITA | ITA | ITA | GBR | GBR | GBR | USA | USA | USA | POR | POR | POR | FRA | FRA | FRA | ARG | ARG | ARG | QAT | QAT | QAT | 10.      | 138  |
| ---- | ------ | --- | --- | --- | --- | --- | --- | --- | --- | --- | --- | --- | --- | --- | --- | --- | --- | --- | --- | --- | --- | --- | --- | --- | --- | --- | --- | --- | --- | --- | --- | --- | --- | --- | --- | --- | --- | --- | --- | --- | -------- | ---- |
| 2019 | Yamaha |     |     |     |     |     |     |     |     |     |     |     |     |     |     |     | 12  | Ki  | 9   | 4   | 12  | 12  | 4   | 5   | 6   | 8   | 7   | 7   | 16  | 9   | 6   | 4   | 7   | 5   | Ni  | Ki  | 12  | 7   | 7   | 8   | 10.      | 138  |
| 2020 | Yamaha | AUS | AUS | AUS | ESP | ESP | ESP | POR | POR | POR | ESP | ESP | ESP | ESP | ESP | ESP | ESP | ESP | ESP | FRA | FRA | FRA | POR | POR | POR |     |     |     |     |     |     |     |     |     |     |     |     |     |     |     | 8.       | 142  |
| 2020 | Yamaha | 7   | 7   | 8   | 5   | 4   | 17  | 6   | 3   | Ki  | 7   | 9   | Ki  | 12  | 11  | 8   | 14  | 3   | 10  | 2   | 6   | 2   | 9   | Ki  | Ki  |     |     |     |     |     |     |     |     |     |     |     |     |     |     |     | 8.       | 142  |
| 2021 | Ducati | ESP | ESP | ESP | POR | POR | POR | ITA | ITA | ITA | GBR | GBR | GBR | NED | NED | NED | CZE | CZE | CZE | ESP | ESP | ESP | FRA | FRA | FRA | ESP | ESP | ESP | ESP | ESP | ESP | POR | POR | POR | ARG | ARG | ARG | IDN | IDN | IDN | 15.      | 53   |
| 2021 | Ducati |     |     |     |     |     |     |     |     |     |     |     |     |     |     |     |     |     |     |     |     |     |     |     |     |     |     |     | 6   | T   | 9   | 3   | 3   | 4   |     |     |     |     |     |     | 15.      | 53   |
| 2022 | BMW    | ESP | ESP | ESP | NED | NED | NED | POR | POR | POR | ITA | ITA | ITA | GBR | GBR | GBR | CZE | CZE | CZE | FRA | FRA | FRA | ESP | ESP | ESP | POR | POR | POR | ARG | ARG | ARG | IDN | IDN | IDN | AUS | AUS | AUS |     |     |     | 12.      | 125  |
| 2022 | BMW    | 11  | 13  | 7   | 6   | 6   | Ki  | 10  | Ki  | 12  | 15  | Ki  | 10  | 9   | 9   | 9   | 11  | 11  | Ki  | 14  | 9   | 9   | 11  | 9   | 9   | 9   | 9   | 10  | 16  | 9   | 17  | 10  | 12  | 13  | 9   | 10  | 10  |     |     |     | 12.      | 125  |
| 2023 | BMW    | AUS | AUS | AUS | IDN | IDN | IDN | NED | NED | NED | ESP | ESP | ESP | ITA | ITA | ITA | GBR | GBR | GBR | ITA | ITA | ITA | CZE | CZE | CZE | FRA | FRA | FRA | ESP | ESP | ESP | POR | POR | POR | ESP | ESP | ESP |     |     |     | 16.      | 60   |
| 2023 | BMW    | 18  | 13  | 15  | 11  | Ki  | Ni  | 17  | Ki  | Ki  | 13  | 18  | 16  | 17  | 13  | 12  | Ki  | 23  | Ki  | 8   | 10  | 7   | 10  | 12  | 10  | 13  | 7   | 12  | 14  | Ki  | 13  | 18  | 12  | Ki  | 13  | 14  | 18  |     |     |     | 16.      | 60   |

* A szezon jelenleg is zajlik

### Teljes MotoGP-eredménylistája
(Táblázat értelmezése)

(Félkövér: pole-pozícióból indult; dőlt: leggyorsabb kört futott) 

| Év   | Géposztály | Motor          | 1      | 2      | 3      | 4      | 5      | 6      | 7      | 8      | 9      | 10     | 11     | 12     | 13     | 14     | 15     | 16     | 17     | 18     | 19  | Helyezés | Pont |
| ---- | ---------- | -------------- | ------ | ------ | ------ | ------ | ------ | ------ | ------ | ------ | ------ | ------ | ------ | ------ | ------ | ------ | ------ | ------ | ------ | ------ | --- | -------- | ---- |
| 2015 | MotoGP     | Yamaha Forward | QAT 22 | AME 17 | ARG 14 | SPA Ki | FRA 12 | ITA 12 | CAT 13 | NED 15 | GER 19 | IND    | CZE 15 | GBR 16 | RSM 4  | ARA 17 | JPN Ki | AUS 18 | MAL Ki | VAL 19 |     | 17.      | 28   |
| 2016 | MotoGP     | Ducati         | QAT Ki | ARG Ki | AME 15 | SPA 13 | FRA 12 | ITA Ki | CAT Ni | NED Ni | GER 17 | AUT 13 | CZE 4  | GBR Ni | RSM    | ARA 18 | JPN 16 | AUS Ki | MAL 5  | VAL 18 |     | 18.      | 45   |
| 2017 | MotoGP     | Ducati         | QAT 12 | ARG 11 | AME Ki | SPA 13 | FRA 9  | ITA 18 | CAT 12 | NED 8  | GER 19 | CZE Ki | AUT 9  | GBR 15 | RSM 16 | ARA 21 | JPN 10 | AUS 18 | MAL Ki | VAL 16 |     | 18.      | 45   |
| 2018 | MotoGP     | KTM            | QAT    | ARG    | AME    | SPA    | FRA    | ITA    | CAT    | NED    | GER    | CZE    | AUT    | GBR T  | RSM    | ARA    | THA    | JPN    | AUS    | MAL    | VAL | HN       | 0    |

### Teljes MotoAmerica Superbike-eredménylistája
| Ki | 20 | 4 | 2 | 2 | Ki | 4 | 3 | 2 | 2 | Ni | 3 | Ki | 5 | 5 | 4 | 4 | 3 | 2 | 3 |